# Gloridonus generosa
Gloridonus generosa är en insektsart som beskrevs av Ball 1910. Gloridonus generosa ingår i släktet Gloridonus och familjen dvärgstritar. Inga underarter finns listade i Catalogue of Life.